# Natascha Ragosina
Natalia Yurievna Ragozina é uma pugilista russa. Em 2008, chegou a deter seis títulos simultâneos na categoria supermédios (até 76,2kg).
Com 22 vitórias em 22 lutas disputadas, ela é uma das poucas pessoas que encerraram suas carreiras de lutadores sem nenhuma derrota.